# Rolandwerft Typ 2
Der Typ 2 der Rolandwerft in Bremen ist ein Fluss-Seeschiffstyp.

## Geschichte
Am 1. Juli 1972 übernahm Detlef Hegemann die in Konkurs gegangenen Rolandwerft in Bremen-Hemelingen. Der Schiffbau wurde aber erst 1977 mit dem Rolandwerft Typ 0 wieder aufgenommen. Auf der Grundlage des Typ 0 entwickelte die Werft die Typen 1, 2 und 3. Der Typ 2 war eine direkte Weiterentwicklung des Typ 0, der bei etwas veränderten Abmessungen, aber gleicher Vermessung eine höhere Tragfähigkeit und einen größeren Laderaum aufwies. Der Fluss-Seeschiffstyp ist vorwiegend für den Betrieb in der kleinen Fahrt bis in die Außenreviere verschiedener europäischer Flüsse konzipiert. Die Abmessungen, wie beispielsweise die Höhe der Aufbauten und der Back sind auf die Besonderheiten dieses Einsatzes abgestimmt. Das im September 1980 abgelieferte Typschiff war die Anda.

## Technik
Der Antrieb der Baureihe besteht aus einem auf 599 PS gedrosselten Deutz-Viertakt-Dieselmotor, der über ein Untersetzungsgetriebe auf einen Verstellpropeller wirkt.